# الشارب (فلم 2005)
الشارب (بالفرنسية: La Moustache) هو فيلم فرنسي من عام 2005، أخرجه إيمانويل كارير وبطولة فنسنت ليندون، وتم اقتباسه من رواية ألفها كارير في عام 1986. قام فيليب جلاس بالعمل على موسيقى الفيلم. حصل الفيلم على جائزة Label Europa Cinemas في مهرجان كان السينمائي في دورة 2005.

## الممثلون
- فنسنت ليندون - مارك تيريز
- إيمانويل ديفوس - أغنيس تيريز
- ماتيو أمالريك - سيرج شيفر
- هيبوليت جيراردوت - برونو
- سيليا مالكي - سميرة
- ماشا بوليكاربوفا - نادية شيفر
- فانتين كامو - لارا شيفر
- دينيس مينوشيه - الخادم
- فريدريك إمبرتي - مدير المقهى
- بريجيت بمول - شرطية

## روابط خارجية
- La Moustache  في قاعدة بيانات الأفلام على الإنترنت (بالإنجليزية)
- مراجعة للفيلم في نيويورك تايمز
- La Moustache على موقع واي باك مشين (archive index) (باللغة الإنجليزية)